# Yves Corbel
Yves Corbel, né en 1943, est un joueur de badminton français, licencié dès 1954 à l'ALA d'Aplemont, puis au Loisirs Coopératifs Havrais (L.C.H.) à compter de 1961.
Il reste le recordman français du nombre de victoires nationales en double messieurs, avec 16 titres.
Il fut également trésorier du Comité français de badminton (Commission centrale de la fédération de lawn-tennis) et de la Commission régionale de Normandie (CRNB), au cours des années 1960 et 1970, et Président de la ligue de Normandie au début des années 1980. 
Son frère alain fut également un joueur classé dans ce sport  

## Palmarès

### International
- Internationaux de Belgique en simple : 1969 (face au Hongrois Rudas) ;
- Internationaux de Belgique en double hommes : 1969 (avec Christian Badou) (à Verviers, contre les Hongrois Rudas et Cairns) ;
- Participation aux Internationaux d'Indonésie, en 1965 et 1967 ;
- Participation au tournoi européen "Plume d'Or", en 1973, 1974, et 1979 ;

### National (séniors)
| Saison    | Titre                 | Discipline    | N° | Nom(s)                 |
| --------- | --------------------- | ------------- | -- | ---------------------- |
| 1961/1962 | Championnat de France | Double mixte  | 1  | avec Annie Causse      |
| 1962/1963 | Championnat de France | Double hommes | 1  | avec Joël Le Houerou   |
| 1964/1965 | Championnat de France | Double hommes | 1  | avec Ghislain Vasseur  |
| 1965/1966 | Championnat de France | Double hommes | 1  | avec Gérard Vallet     |
| 1966/1967 | Championnat de France | Double hommes | 1  | avec Gérard Vallet     |
| 1967/1968 | Championnat de France | Double hommes | 1  | avec Gérard Vallet     |
| 1967/1968 | Championnat de France | Simple hommes | 2  | 1er Ch. Bardou         |
| 1968/1969 | Championnat de France | Double hommes | 1  | avec Gérard Vallet     |
| 1969/1970 | Championnat de France | Simple hommes | 2  | 1er Ch. Bardou         |
| 1969/1970 | Championnat de France | Double hommes | 2  | avec Jean-Luc Corbel   |
| 1969/1970 | Championnat de France | Double mixte  | 2  | avec Yveline Hue       |
| 1971/1972 | Championnat de France | Double hommes | 1  | avec Christian Badou   |
| 1972/1973 | Championnat de France | Double hommes | 1  | avec Christian Badou   |
| 1973/1974 | Championnat de France | Double hommes | 1  | avec Christian Badou   |
| 1974/1975 | Championnat de France | Double hommes | 1  | avec Christian Badou   |
| 1975/1976 | Championnat de France | Double hommes | 1  | avec Christian Badou   |
| 1976/1977 | Championnat de France | Double hommes | 1  | avec Christian Badou   |
| 1977/1978 | Championnat de France | Double hommes | 1  | avec Patrice Lehouerou |
| 1978/1979 | Championnat de France | Double hommes | 1  | avec Patrice Lehouerou |
| 1979/1980 | Championnat de France | Double hommes | 1  | avec Patrice Lehouerou |
| 1979/1980 | Championnat de France | Double mixte  | 1  | avec Yveline Hue       |
| 1981/1982 | Championnat de France | Double hommes | 1  | avec Patrice Lehouerou |

(Yves Corbel a perdu les trois finales du championnat en 1970)

### National en équipes
Champion de France interclubs 1re série, en 1967, 1969, et 1972 (avec le Loisirs Coopératifs Havrais);
Champion de France interclubs 3e série, en 1958 (coupe Michel Marret) (avec l'Amicale LAïque d'Aplemont);

### Autres titres
Champion de Normandie A en 1971 et 1973;
Champion de France vétérans en double hommes (1984, 1987...) (8 titres au total);
Champion de France vétérans en double mixte (1987).